# Holovanivsk
Holovanivsk (en ucraniano: Голованівськ) es un asentamiento ucraniano ubicado en el Raión de Holovanivsk en el Óblast de Kirovogrado.

## Historia
Era un pueblo en Baltsky Uyezd de la Gobernación de Podolia durante el Imperio Ruso. Se publica un periódico local desde marzo de 1932. En enero de 1989 la población era de 7066 personas. En enero de 2013 la población era de 6133 personas.